# Felipe Aguilar (golfista)
Felipe Aguilar Schuller (Valdivia, 7 de novembro de 1974) é um golfista profissional chileno. Representou o Chile no golfe nos Jogos Olímpicos de Verão de 2016.
Aquilar venceu a medalha de ouro nos Jogos Sul-Americanos de 2014 e a medalha de prata nos Jogos Pan-Americanos de 2015.